# پمی آدرجو
پمی آدرجو (انگلیسی: Pemi Aderoju؛ زادهٔ ۲۰۰۵) بازیکن فوتبال اهل انگلستان است که در پست مهاجم در لیگ ملی فوتبال انگلستان برای بوستون یونایتد به صورت قرضی در لیگ یک برای  پیتربورو یونایتد بازی می‌کند.